# Otites guttatus

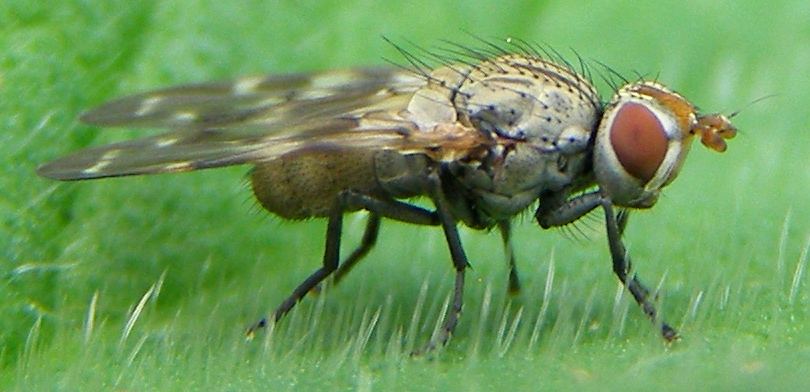

Otites guttatus, syn. Otites guttata, ist eine Art aus der Familie der Schmuckfliegen (Ulidiidae).

## Merkmale
Die Fliegen erreichen eine Körperlänge von 5 bis 7 Millimetern, die Flügellänge liegt bei 4,2–5,6 mm. Ihr Körper ist dicht grau bestäubt. Das Mesonotum weist an der Basis zwei braune Längsstreifen auf, die unbestäubt sind und deutlich vor dem Schildchen (Scutellum) enden. Der Hinterleib ist blass braun gefärbt. Der Kopf weist einen breiten orange-roten Längsstreifen auf der Frons auf. Zudem sind die Stirnseiten leicht hervorstehend. Die Beine sind dunkel. Die Flügel sind braun marmoriert mit einem charakteristischen weißen Fleckenmuster.

## Ähnliche Arten
- Otites centralis, kleinere Fliegenart, die meist etwas früher fliegt;[1] die Flügelmusterung und -aderung sowie die Kopfform sind leicht abweichend.[1]

## Verbreitung
Otites guttatus ist in Mittel- und Osteuropa weit verbreitet. Die Art ist auch in England vertreten. In Skandinavien und auf der Iberischen Halbinsel fehlt sie offenbar.

## Lebensweise
Otites guttatus gilt als eine häufige Frühlingsart. Man beobachtet die Fliegen von April bis Juli. Sie halten sich meist in lichten Wäldern, insbesondere mit Eichenbestand, an Waldrändern sowie in trockenen Wiesenbiotopen auf. Sie sind Blütenbesucher von Doldenblütlern (Apiaceae) und ernähren sich offenbar u. a. von Honigtau, den sie auf Blättern vorfinden. Über den Lebenszyklus ist wenig bekannt. Die Larven sind möglicherweise an grasartige Pflanzen gebunden, eine alte Angabe über besondere Bindung an die saure Standorte bevorzugende Weißliche Hainsimse (Luzula luzuloides) erscheint nach neueren Beobachtungen eher zweifelhaft.